# Elmo Braz Soares
Elmo Braz Soares foi um advogado, bancário e político brasileiro do estado de Minas Gerais.
Elmo Soares foi vereador em Belo Horizonte por duas legislaturas consecutivas, atuando como 2º-secretário e vice-presidente da Câmara Municipal de Belo Horizonte. No ano seguinte, elegeu-se deputado estadual de Minas Gerais. Foi parlamentar na Assembleia Legislativa de Minas Gerais por sete legislaturas consecutivas, da 8ª à 14ª legislatura. Em 26 de maio de 2000, renunciou ao mandato de deputado por ser  eleito Conselheiro do Tribunal Contas.